# Cap Péron
Ne doit pas être confondu avec Pointe Péron.
Pour les articles homonymes, voir Péron (homonymie).
Le cap Péron est un cap australien qui constitue le point le plus septentrional d'une vaste péninsule au centre de la baie Shark, un golfe de l'océan Indien sur la côte ouest de l'Australie-Occidentale. Appelé Cape Peron en anglais, il est en effet situé au bout de la presqu'île Péron, qui a également été nommée en l'honneur de François Péron, explorateur français qui participa à l'expédition vers les Terres australes de Nicolas Baudin au début du XIXe siècle. Cependant, le cap avait originellement été baptisé Pointe des Hauts-Fonds par François de Saint-Allouarn.